# Diatesi antipassiva
La voce verbale antipassiva è un tipo di diatesi usata tendenzialmente nelle lingue ergative (sebbene studi recenti abbiano messo in luce come questa correlazione non sia sistematica). L'antipassiva modifica i verbi transitivi togliendo l'oggetto (flesso al caso assolutivo) e cambia l'agente flettendolo al caso assolutivo invece che all'ergativo.
Normalmente le lingue ergative pongono il soggetto all'ergativo e l'oggetto all'assolutivo, oppure il soggetto di un verbo intransitivo all'assolutivo.
"Maria-ERG mangia la torta-ASS." → "Maria-ASS mangia."
"Maria-ERG sta dicendo la verità-ASS." → "Maria-ASS sta parlando."
La diatesi antipassiva, invece, sostituisce l'oggetto sottinteso con un complemento indiretto.
"Maria-ERG mangia la torta-ASS." → "Maria-ASS mangia dalla torta."
La diatesi antipassiva comunica spesso informazioni riguardanti l'aspetto e il modo e può assegnare ad una proposizione l'aspetto imperfettivo, incettivo oppure potenziale.
Lo scopo di una costruzione antipassiva è spesso quello di indicare univocamente l'oggetto nelle proposizioni relative, nelle proposizioni coordinate o costruzioni simili. Nel dyirbal, per esempio, l'oggetto sottinteso nelle frasi coordinate deve essere declinato all'assolutivo. La seguente frase è perciò scorretta grammaticalmente:
*bayi yaɽa bani-nʲu balan dʲugumbil buɽa-n
M-ASS uomo-ASS arrivare-NFUT F-ASS donna-ASS vedere-NFUT
"L'uomo arrivò e vide la donna" M e F sono dei determinativi declinati al maschile e al femminile assolutivo
Nelle frasi coordinate, l'oggetto (l'uomo) della frase "(egli) vide la donna" andrebbe in caso ergativo, essendo l'agente di un verbo transitivo (vedere) e contemporaneamente in assolutivo, essendo il soggetto di un verbo intransitivo (arrivare). Ciò non è permesso nella lingua Dyirbal. Per ovviare al problema, la voce antipassiva cambia l'originale ergativo in un assolutivo e declina l'originale assolutivo (la donna) in un caso dativo:
bayi yaɽa bani-nʲu bagun dʲugumbil-gu buɽal-ŋa-nʲu
M-ASS uomo-ASS arrivare-NFUT F-DAT donna-DAT vedere-APASS-NFUT
"l'uomo arrivò e vide la donna"+

## Esempi nella lingua basca
Il basco ha una diatesi antipassiva, che pone l'agente in assolutivo, ma non sostituisce l'oggetto in assolutivo. Ciò fa coesistere l'agente e l'oggetto nello stesso caso assolutivo.
Gauza miragarriak ikusi ditut (nik)
cosa meraviglioso-PL-ASS vedere-PERF avere-PRES-PL-io (io-ERG)
(io) Ho visto cose meravigliose
Usata con una diatesi antipassiva, la frase diventa:
Gauza miragarriak ikusirik nago / ikusia naiz
cosa meraviglioso-PL-ASS vedere-PERF-STAT sono / vedere-PERF-ATT (io-ASS)
*Io sono visto cose meravigliose